# Kamp Koral: SpongeBob's Under Years
Kamp Koral: SpongeBob's Under Years (Kamp Koral: ¡Los primeros años de Bob Esponja! en Hispanoamérica y Kampamento Koral: ¡Bob Esponja, primeras aventuras! en España)  fue una serie de televisión por internet de animación por computadora estadounidense creada por Stephen Hillenburg y desarrollada por Luke Brookshier, Marc Ceccarelli, Andrew Goodman, Kaz, Mr. Lawrence y Vincent Waller, producida por Nickelodeon Animation Studio y United Plankton Pictures para Paramount+, que fue estrenada el 4 de marzo de 2021 junto con el lanzamiento de la plataforma de streaming.
La serie es una precuela derivada de Bob Esponja, que presenta a los personajes principales en su etapa infantil, la cual, asisten a un campamento de verano.

## Premisa
La historia de la serie sigue a Bob Esponja de 10 años de edad, junto con sus amigos Patricio y Arenita, que pasan tiempo en un campamento de verano dirigido por Don Cangrejo. llamado "Kamp Koral".

## Reparto y personajes
La lista del reparto confirmado fue publicada en la página web oficial de TV Guide, el 19 de febrero de 2020.
- Tom Kenny como la voz de Bob Esponja
- Bill Fagerbakke como la voz de Patricio Estrella
- Rodger Bumpass como la voz de Calamardo Tentáculos
- Clancy Brown como la voz de Don Cangrejo
- Carolyn Lawrence como la voz de Arenita Mejillas
- Mr. Lawrence como la voz de Sheldon J. Plankton
- Mary Jo Catlett como la voz de la Señora Puff
- Jill Talley como la voz de Karen Plankton
- Lori Alan como la voz de Perlita Cangrejo
- Carlos Alazraqui y Kate Higgins son las voces respectivamente de Nobby y Narlene[7]

## Producción
El 14 de febrero de 2019, Nickelodeon anunció que se estaba trabajando en el desarrollo de una serie derivada de Bob Esponja, sin un título tentativo. El 4 de junio de 2019, se anunció que la serie derivada de Bob Esponja, se realizará en animación por computadora 3D bajo el título provisional como Kamp Koral, la cual, recibió luz verde oficialmente para la producción inicial de 13 episodios.
El 19 de febrero de 2020, se anunció que la serie se tituló oficialmente como Kamp Koral: SpongeBob's Under Years. De igual manera, se anunció que el reparto original de voces de Bob Esponja, regresa para retomar sus respetivos personajes en la serie derivada. Un avance exclusivo de la serie se transmitió en Nickelodeon, durante el partido playoffs por el título entre Bears y Saints de la NFL.
El 4 de marzo de 2021, se anunció que se habían ordenado otros 13 episodios adicionales, lo que eleva a que la serie tenga en total 26 episodios producidos.

## Recepción

### Lanzamiento
Originalmente, se tenía planeado que la serie se estrenará primero por televisión a través de Nickelodeon en julio de 2020, pero el 30 de julio de 2020, se anunció que la serie se lanzaría en CBS All Access (actualmente como Paramount+), la plataforma de streaming de ViacomCBS a inicios de 2021. Más tarde, se anunció que la serie también se transmitirá en Nickelodeon, meses más adelante a su lanzamiento. El 28 de enero de 2021, se anunció que los primeros seis episodios se estrenaran el 4 de marzo de 2021, junto con el lanzamiento en los Estados Unidos de la película The SpongeBob Movie: Sponge on the Run, en Paramount+.

### Críticas
Poco después de su anuncio, surgieron fuertes críticas hacía el propio Nickelodeon por no respetar las condiciones y deseos del creador de la serie original, Stephen Hillenburg, quien falleció en 2018 poco antes del anuncio de la serie derivada. Esto provocó el descontento de muchos críticos de Internet, de la comunidad de animación y de los fanáticos y trabajadores de la serie original, quienes repudiaron la acción de la cadena considerándola insultante e irresponsable. 
Sobre el anuncio de Kamp Koral, Paul Tibbitt, quien anteriormente se desempeñó como escritor y productor ejecutivo de la serie original de Bob Esponja, dijo en Twitter:

No me refiero a ninguna falta de respeto a mis colegas que están trabajando en este programa. Son buenas personas y artistas talentosos. Pero esto es algo de ejecutivos codiciosos y perezosos aquí mismo, y todos saben muy bien que Steve (Hillenburg, el creador del material original, que murió en 2018) lo habría odiado. Me avergüenzo de ellos.

Otra de las críticas se centra en el cambio de animación tradicional 2D a 3D. Rodger Bumpass, quien interpreta a Calamardo en la serie, dice:

No estábamos seguros de hacer la serie con el cambio de animación, pero como la gente que trabaja en Kamp Koral y en la película es la misma que trabaja en la serie, pudieron encontrar una manera de mezclarlo con la animación tradicional del programa.

## Episodios
| N.º en serie | N.º en temp. | Título                                                                                               | Dirigido por | Escrito por     | Fecha de lanzamiento original | Código de prod. |
| ------------ | ------------ | --- | --- | --------------- | ----------------------------- | --------------- |
| 1            | 1            | «El chico medusa» (en inglés: The Jellyfish Kid)                                                     | Supervisado por: Sherm Cohen y Dave Cunningham Storyboard por: Brian Morante                                                                  | Kaz             | 4 de marzo de 2021            | 101             |
| 2            | 2a2b         | «Sacazúcar» / «Toma, las traes» (en inglés: Sugar-Squeeze! / Tag, You're It)                         | Supervisado por: Dave Cunningham Storyboard por: Brian Morante Supervisado por: Dave Cunningham Storyboard por: Mike Dougherty y John Sanford | Mr. LawrenceKaz | 4 de marzo de 2021            | 102             |
| 3            | 3a3b         | «Tras las llantas» / «Cabina de curiosidades» (en inglés: Quest for Tire / A Cabin of Curiosities)   | Supervisado por: Sherm Cohen Storyboard por: Kenny Pittenger Supervisado por: Sherm Cohen Storyboard por: John Trabbic                        | Mr. LawrenceKaz | 4 de marzo de 2021            | 103             |
| 4            | 4a4b         | «Campamento nudista» / «Esponja de cocina» (en inglés: In Search of Camp Noodist / Kitchen Sponge)   | Supervisado por: Sherm Cohen Storyboard por: Fred Osmond Supervisado por: Dave Cunningham Storyboard por: Brian Morante                       | Andrew Goodman  | 4 de marzo de 2021            | 104             |
| 5            | 5a5b         | «El tesoro de Kamp Koral» / «El campista Gary» (en inglés: The Treasure of Kamp Koral / Camper Gary) | Supervisado por: Dave Cunningham Storyboard por: John Cahoon Supervisado por: Sherm Cohen Storyboard por: Brian Morante                       | Andrew Goodman  | 4 de marzo de 2021            | 105             |
| 6            | 6a6b         | «Hambre a medianoche» / «Ballena caliente» (en inglés: Midnight Snack Attack / Hot Pearl-tato)       | Supervisado por: Sherm Cohen Storyboard por: Fred Osmond Supervisado por: Dave Cunningham Storyboard por: Fred Osmond                         | Luke Brookshier | 4 de marzo de 2021            | 106             |